# Lee Patrick
Lee Patrick (* 22. November 1901 in New York City; † 21. November 1982 in Laguna Hills, Kalifornien) war eine US-amerikanische Schauspielerin.

## Leben
Patrick gab 1924 ihr Schauspiel-Debüt am Broadway. Fünf Jahre später ging sie nach Hollywood, wo sie schon bald an der Seite großer Stars wie Bette Davis, Humphrey Bogart, James Cagney, Doris Day, Joan Crawford, Ingrid Bergman, Errol Flynn und William Holden spielte. Ihre bekannteste Rolle spielte sie wahrscheinlich als Humphrey Bogarts Sekretärin Effie Perine im Kriminalklassiker Die Spur des Falken. Patrick galt als sehr wandlungsfähige Schauspielerin, in dem Drama Frauengefängnis verkörperte sie eine verbitterte Insassin, während sie im Film Die tolle Tante eher schrill an der Seite von Rosalind Russell auftrat.  Zuletzt spielte sie meist eher kleinere Nebenrollen, etwa als von James Stewart angesprochene Autofahrerin in Vertigo – Aus dem Reich der Toten. Mitte der 1960er Jahre zog sie sich ins Privatleben zurück.  Einzig 1975 hatte die Schauspielerin ein kurzes Comeback in dem Film The Black Bird, wo sie erneut die Rolle der Sekretärin Effie spielte.
Die Künstlerin war von 1937 bis zu ihrem Tod 1982 mit Thomas Wood verheiratet. Die Ehe blieb kinderlos. Lee Patrick starb einen Tag vor ihrem 81. Geburtstag an einem Herzanfall.

## Filmografie (Auswahl)
- 1929: Strange Cargo
- 1937: Border Cafe
- 1938: Drei Schwestern aus Montana (The Sisters)
- 1939: Zwölf Monate Bewährungsfrist (Invisible Stripes)
- 1940: Der Traum vom schöneren Leben (Saturday’s Children)
- 1940: Im Taumel der Weltstadt (City for Conquest)
- 1940: Der Familientyrann (Father Is a Prince)
- 1941: Mr. X auf Abwegen (Footsteps in the Dark)
- 1941: Der Dollarregen (Million Dollar Baby)
- 1941: Verlobung mit dem Tod (The Smiling Ghost)
- 1941: Die Spur des Falken (The Maltese Falcon)
- 1942: Ich will mein Leben leben (In This Our Life)
- 1942: Reise aus der Vergangenheit (Now, Voyager)
- 1942: Unser trautes Heim (George Washington Slept Here)
- 1943: Die Wunderpille (Jitterbugs)
- 1944: Tagebuch einer Frau (Mrs. Parkington)
- 1945: Over 21
- 1945: Solange ein Herz schlägt (Mildred Pierce)
- 1947: Es begann in Schneiders Opernhaus (Mother Wore Tights)
- 1948: Reise ins Verderben (Inner Sanctum)
- 1948: Die Schlangengrube (The Snake Pit)
- 1949: Banditen am Scheideweg (The Doolins of Oklahoma)
- 1950: Frauengefängnis (Caged)
- 1950: Gnadenlos gehetzt (The Lawless)
- 1950: Seine Frau hilft Geld verdienen (The Fuller Brush Girl)
- 1951: Verfolgt (Tomorrow Is Another Day)
- 1952: Boss Lady (Fernsehserie, 12 Folgen)
- 1953: Eine abenteuerliche Frau (Take Me to Town)
- 1953–1955: Topper (Fernsehserie, 50 Folgen)
- 1954: Rhythmus im Blut (There’s No Business Like Show Business)
- 1957: Corky und der Zirkus (Circus Boy, Fernsehserie, Folge 1x25)
- 1958: Vertigo – Aus dem Reich der Toten (Vertigo)
- 1958: Die tolle Tante (Auntie Mame)
- 1959: Bettgeflüster (Pillow Talk)
- 1959/1960: Lawman (Fernsehserie, 2 Folgen)
- 1960: Besuch auf einem kleinen Planeten (Visit to a Small Planet)
- 1960: Die Unbestechlichen (The Untouchables, Fernsehserie, Folge 2x02)
- 1961: 77 Sunset Strip (Fernsehserie, Folge 3x23)
- 1961: Lieben Sie Brahms? (Goodbye Again)
- 1961: Sommer und Rauch (Summer and Smoke)
- 1961/1963: The Real McCoys (Fernsehserie, 2 Folgen)
- 1962: Westlich von Santa Fé (The Rifleman, Fernsehserie, Folge 4x27)
- 1962: Das Mädchen Tamiko (A Girl Named Tamiko)
- 1963: Ach Liebling … nicht hier! (Wives and Lovers)
- 1964: Der mysteriöse Dr. Lao (7 Faces of Dr. Lao)
- 1964: Assistenzärzte (The New Interns)
- 1965: Mutter ist die Allerbeste (The Donna Reed Show, Fernsehserie, Folge 8x11)
- 1975: Die Jagd nach dem Malteser Falken (The Black Bird)